# San Leandro
San Leandro – miasto w Stanach Zjednoczonych, w stanie Kalifornia, w hrabstwie Alameda. Według spisu ludności z roku 2010, w San Leandro mieszka 84 950 mieszkańców.
W mieście rozwinął się przemysł maszynowy, samochodowy, lotniczy oraz metalowy.
W San Leandro urodził się Lloyd Bridges, amerykański aktor.